# Avro Vulcan

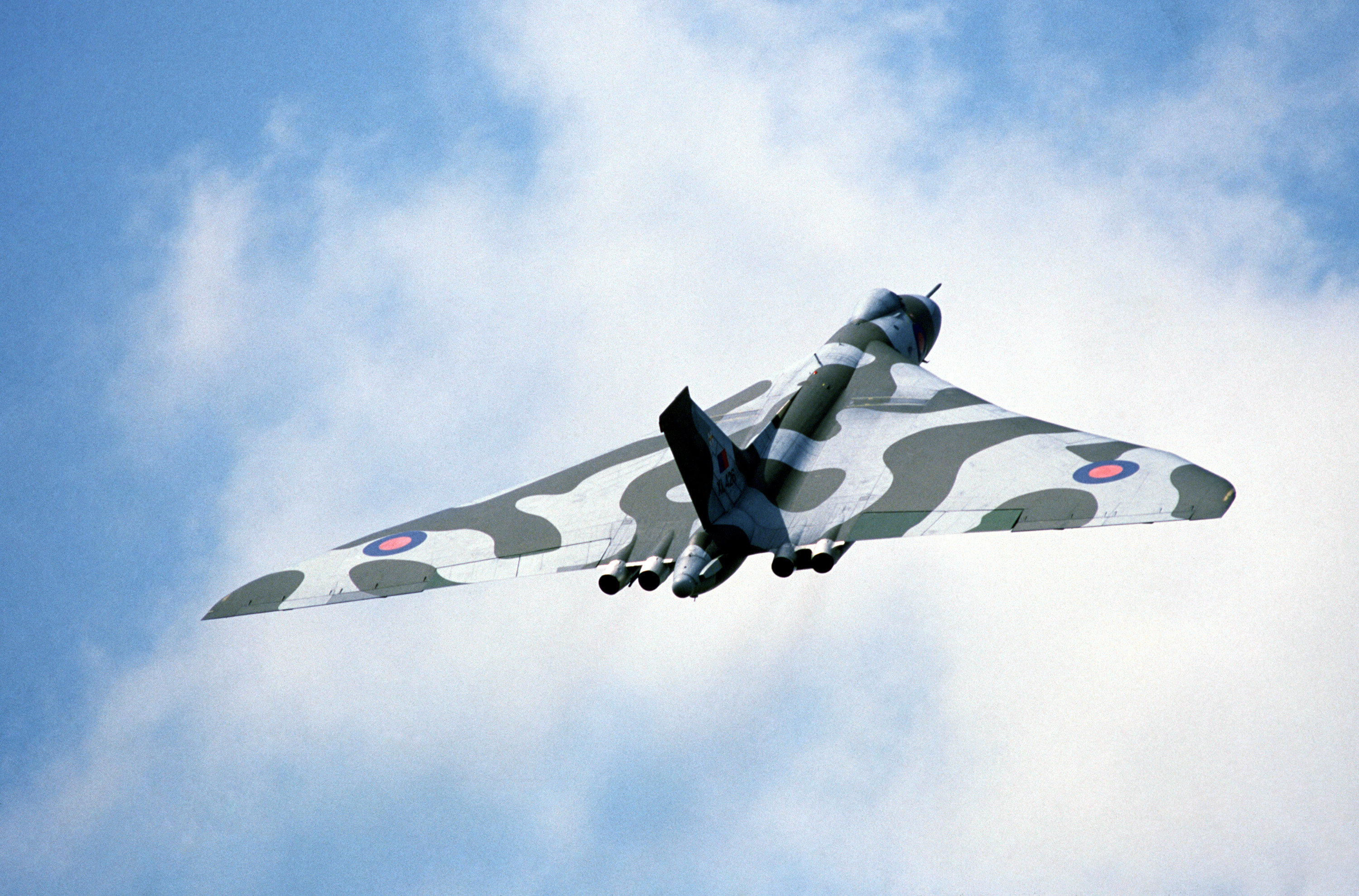
Avro Vulcan у 1984 році

Авро «Вулкан» (англ. Avro Vulcan) — британський дозвуковий стратегічний бомбардувальник періоду Холодної війни. Другий представник так званої «V серії» бомбардувальників. Серійно вироблявся з 1956 по 1965 рр. Використовувався у Королівських ВПС Великої Британії до 1984 року, під час свого використання брав активну участь у Фолклендській війні.

## Тактико-технічні характеристики
Наведені характеристики варіанту B.Mk.1.

### Технічні характеристики
- Екіпаж: 5 чоловік
- Довжина: 29,61 м
- Розмах крила: 30,15 м
- Висота: 7,93 м
- Площа крила: 340,0 м²

- Маса нормальна злітна: 86 000 кг
- Маса максимальна злітна: 91 000 кг

- Двигуни: 4× турбореактивних Брістоль «Олімп» 102 (4x5450 кгс) або «Олімп» 104 (4x5900 кгс)

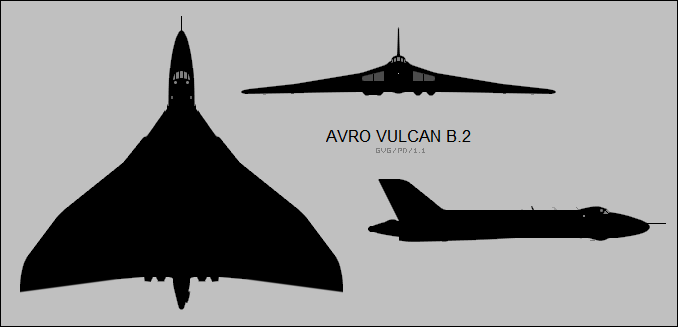
Проєкції бомбардувальника Vulcan B.2

### Льотні характеристики
- Максимальна швидкість: 980 км/год (0,96 Маха)
- Крейсерська швидкість: 971 км/год (0,86 Маха) на висоті 13700 м
- Бойовий радіус: 4200 км
- Максимальна дальність: 9000 км
- Практична стеля: 16 000 м

### Озброєння
- 1 × «Блакитний Дунай» — атомна бомба
- 1 × Violet Club — атомна бомба (400 kT)
- 1 × Mark 5 — атомна бомба виробництва США
- 1 × Yellow Sun Mk.1 атомна бомба (400 kT)
- 1 × Yellow Sun Mk 2 термоядерна бомба (1.1 MT)
- 1 × Red Beard — атомна бомба
- 1 × крилата ракета з ядерною ГЧ «Блю Стіл»
- Звичайні бомби вільного падіння (до 21 бомби калібром 450 кг)